# Anicla striolata
Anicla striolata är en fjärilsart som beskrevs av Max Wilhelm Karl Draudt 1924. Anicla striolata ingår i släktet Anicla och familjen nattflyn. Inga underarter finns listade i Catalogue of Life.